# Brain-sur-Allonnes
Brain-sur-Allonnes är en kommun i departementet Maine-et-Loire i regionen Pays de la Loire i nordvästra Frankrike. Kommunen ligger i kantonen Allonnes som tillhör arrondissementet Saumur. År 2022 hade Brain-sur-Allonnes 2 078 invånare.

## Befolkningsutveckling
Antalet invånare i kommunen Brain-sur-Allonnes
| Referens: INSEE |